# Джекі Галловей
Джекі Галловей (англ. Jackie Galloway, нар. 27 грудня 1995) — американська тхеквондистка, бронзова призерка Олімпійських ігор 2016 року.

## Виступи на Олімпіадах
| Олімпіада           | Дисципліна  | Місце |
| ------------------- | ----------- | ----- |
| Ріо-де-Жанейро 2016 | понад 67 кг | 3     |

## Зовнішні посилання
- Джекі Галловей — олімпійська статистика на сайті Sports-Reference.com (англ.) (архівна версія)